# Argánolaj
Az argánolaj egy növényi olaj, amit a vajfafélék (Sapotaceae) családjába tartozó, marokkói elterjedésű argánfa (Argania spinosa L.) magjából nyernek. Marokkóban az argánolajat étkezési és kozmetikai célra is használják: szokás például belemártogatni a kenyeret és úgy fogyasztani reggelire, de előszeretettel keverik bele kuszkuszba és adják tésztákhoz is. Kozmetikai felhasználása szépészeti célokat szolgál, de alkalmazzák bőrbetegségek kezelésére is.

## Kinyerése

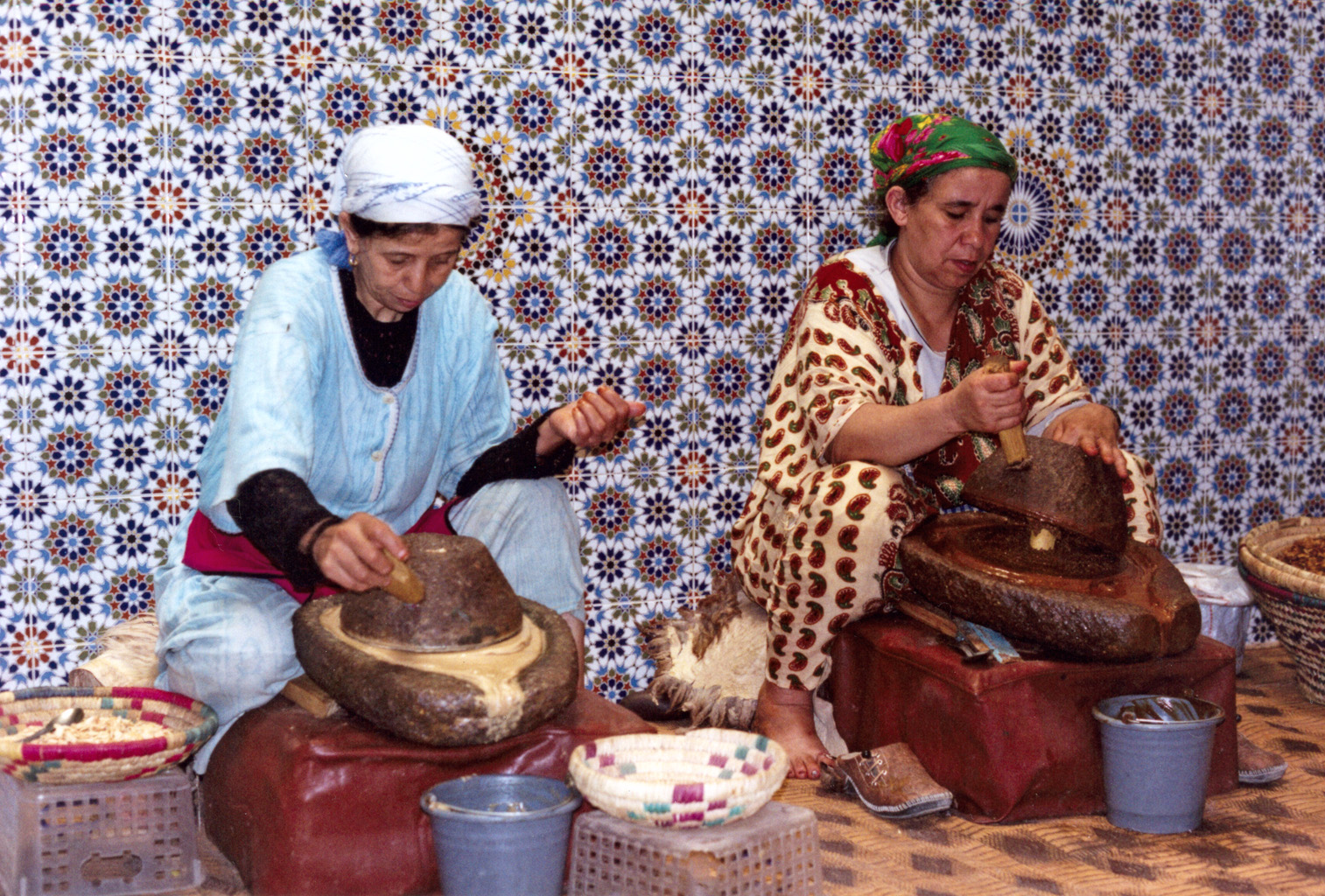
Az argánolaj kinyerése hagyományos eljárással

Az argánfa kis méretű, gömbölyded, hengeres vagy kissé kúpos alakú terméseket hoz, ebből kell kinyerni a magban található olajat. A termés vékony héja alatt lédús gyümölcshús található, ennek közepén helyezkednek el a csonthéjas magvak, amelyek súlya az egész termés súlyának negyedét is meghaladhatja. A csonthéjon belül egy, kettő vagy három, olajban dús mag rejlik, ebből körülbelül 30~50% olaj nyerhető ki, függően az alkalmazott eljárás módjától.
Az olaj kinyerése a feldolgozási eljárás kulcsfontosságú része. A hagyományos módszereket követő kinyerésnél először szabad levegőn szárítják a terméseket, majd a héjával együtt lehántják a gyümölcshúst, amit leginkább állatok takarmányozására használnak fel. Egyes termelők kihagyják a szárítás fázisát, és mechanikus módszerekkel távolítják el a csontárt körülvevő gyümölcshúst. Egyes marokkói régiókban ősi hagyomány, hogy megengedik a kecskéiknek, hogy felugráljanak az argánfák ágaira, ahol azok szabadon lelegelhetik a friss gyümölcsöket. Ezáltal az emészthetetlen csontárok végighaladnak az állatok tápcsatornáján és az ürülékükből könnyűszerrel kinyerhetők; ez sokat könnyít a feldolgozás folyamatán, de egyesekben esetleg averziót szülhet. A modern argánfeldolgozó eljárásoknál a gyümölcshúst már kézzel távolítják el, kihagyva a kecskéket a folyamatból.
A következő feladat a csontárok megtörése, hogy hozzájussanak az olajban gazdag magokhoz. Ezen eljárás mechanikusabbá tételére jó néhány kísérlet történt már, jobbára sikertelenül, így az argánfeldolgozó munkások ezt a fárasztó és időigényes munkafázist jelenleg is leginkább kézzel végzik. A berber asszonyok előszeretettel vállalják magukra ezt a feladatot.
Étkezési célú felhasználáshoz a magokat enyhén megpörkölik, majd miután kihűltek, megőrlik és kipréselik azokat. Az így létrejövő barna színű pép nagy része tiszta, szűretlen argánolaj, amit az eljárás végén edényekbe fejtenek át. Kozmetikai célú felhasználás esetén a feldolgozási eljárás annyiban különbözik, hogy kihagyják a pörkölési fázist, elkerülve, hogy a végterméknek túlságosan intenzív dióillata legyen.
A szűretlen olajat legalább két hétig tárolják, ez idő alatt az elegy szilárd alkotóelemei leülepednek az edényzet alsó részébe. Ezt követően az olajat még át is szűrhetik, attól függően, hogy milyen tisztaságú végtermék iránt van igény. Még a legtisztább argánolaj is tartalmazhat bizonyos mennyiségű szilárd üledéket.

## Tulajdonságai, felhasználási területei
| Zsírsav         | Százalékos arány |
| --------------- | ---------------- |
| olajsav         | 42.8%            |
| linolénsav      | 36.8%            |
| palmitinsav     | 12.0%            |
| sztearinsav     | 6.0%             |
| alfa-linolénsav | <0.5%            |

Az argánolaj relatív sűrűsége szobahőmérsékleten 0.906 - 0.919 között változik. Legnagyobb arányban zsírsavak alkotják, de tartalmaz tokoferolokat (E vitamint), fenolokat, karotinoidokat és szkvaléneket is. A legfontosabb fenolos összetevői a kávésav, az oleuropein, a vanilinsav, a tyrosol, a catechol, a rezorcinol, a (−)-epicatechin és a (+)-catechin.
A kinyerési eljárás jellegétől függően az argánolaj ellenállóbb lehet az oxidálódással szemben az olivaolajnál is.

### Étkezési célú felhasználása
Az étkezési célú argánolajat elsősorban arra használják, hogy a kenyeret abba mártogatva fogyasztják, de felhasználják kuszkusz, saláták készítéséhez és más hasonló módokon. Az amlou, ami egy mogyoróvajhoz hasonló állagú, sűrű barna paszta, pirított, őrölt mandula, argánolaj és méz felhasználásával készül, főleg kenyérre kenve fogyasztják.

### Kozmetikai célú felhasználása
A marokkóiak hagyományosan pirítatlan argánmagból préselt olajat használnak különféle bőrbetegségek kezelésére, valamint a bőrön és hajon alkalmazott, kozmetikai célú olajként. Mára világszerte egyre népszerűbb kozmetikai alapanyag: amíg 2007-ben még csak két, az amerikai piacon forgalmazott kozmetikai készítmény tartalmazott argánolajat, 2011-re ez a szám már száz fölé emelkedett. Nem ritkán elegyítik gránátalma magjának olajával, kihasználva annak kedvező, antioxidáns tulajdonságait. Forgalmazzák az argánolajat tisztán, adalékanyagok nélkül is, mint természetes bőr- és hajápoló anyagot. Az argánolaj növekvő népszerűsége arra ösztönözte a marokkói kormányzatot, hogy továbbfejlessze argántermelését, a korábbi 2,500 tonnás éves mennyiséget 2020-ig 4,000 tonnára emelve.

## Fordítás
Ez a szócikk részben vagy egészben  az   Argan oil című angol Wikipédia-szócikk fordításán alapul.  Az eredeti cikk szerkesztőit annak laptörténete sorolja fel. Ez a jelzés csupán a megfogalmazás eredetét és a szerzői jogokat jelzi, nem szolgál a cikkben szereplő információk forrásmegjelöléseként.